# Juan Pablo Wilches
Juan Pablo Wilches Rodríguez (* 22. Januar 1982) ist ein kolumbianischer Straßenradrennfahrer.
Juan Pablo Wilches gewann 2005 eine Etappe beim Clásica del Meta. Im nächsten Jahr gewann er ein Teilstück bei der Vuelta a los Santanderes. 2007 wurde er dann Profi bei dem britischen Radsportteam DFL-Cyclingnews-Litespeed. Ein Jahr später wechselte er zum südafrikanischen Team Konica Minolta/Bizhub und seit 2009 fährt er für die kolumbianische Amateurmannschaft Néctar de Cundinamarca. In der Saison 2009 gewann er eine Etappe beim Clásica de Soacha, wo er auch die Gesamtwertung für sich entscheiden konnte und er wurde nationaler Vizemeister im Straßenrennen. 2010 war Wilches bei einem Teilstück der Tour de la Guadeloupe erfolgreich.
Juan Pablo Wilches ist der ältere Bruder von Norberto Wilches, mit dem er 2008 zusammen beim Team Konica Minolta/Bizhub fuhr. Auch deren Vater Pablo Wilches war Radrennfahrer. Er wurde unter anderem zweimal Etappendritter bei der Tour de France.

## Erfolge
2010
- eine Etappe Tour de la Guadeloupe

2011
- eine Etappe Vuelta a Colombia

## Teams
- 2007 DFL-Cyclingnews-Litespeed
- 2008 Team Konica Minolta/Bizhub (bis 1. April)
- 2009 Néctar de Cundinamarca

- 2011 Meridiana Kamen Team (bis 15. März)
- 2011 Formesán-IDRD-Liga de Bogotá

- 2013 + En Cristo-IMRDCHIA
- 2014 Tennis Stars-Code Guanajuato (bis 24. Juni)
- 2014 Qinghai Tianyoude-BH Cycling Team (ab 25. Juni)